# BBC Micro

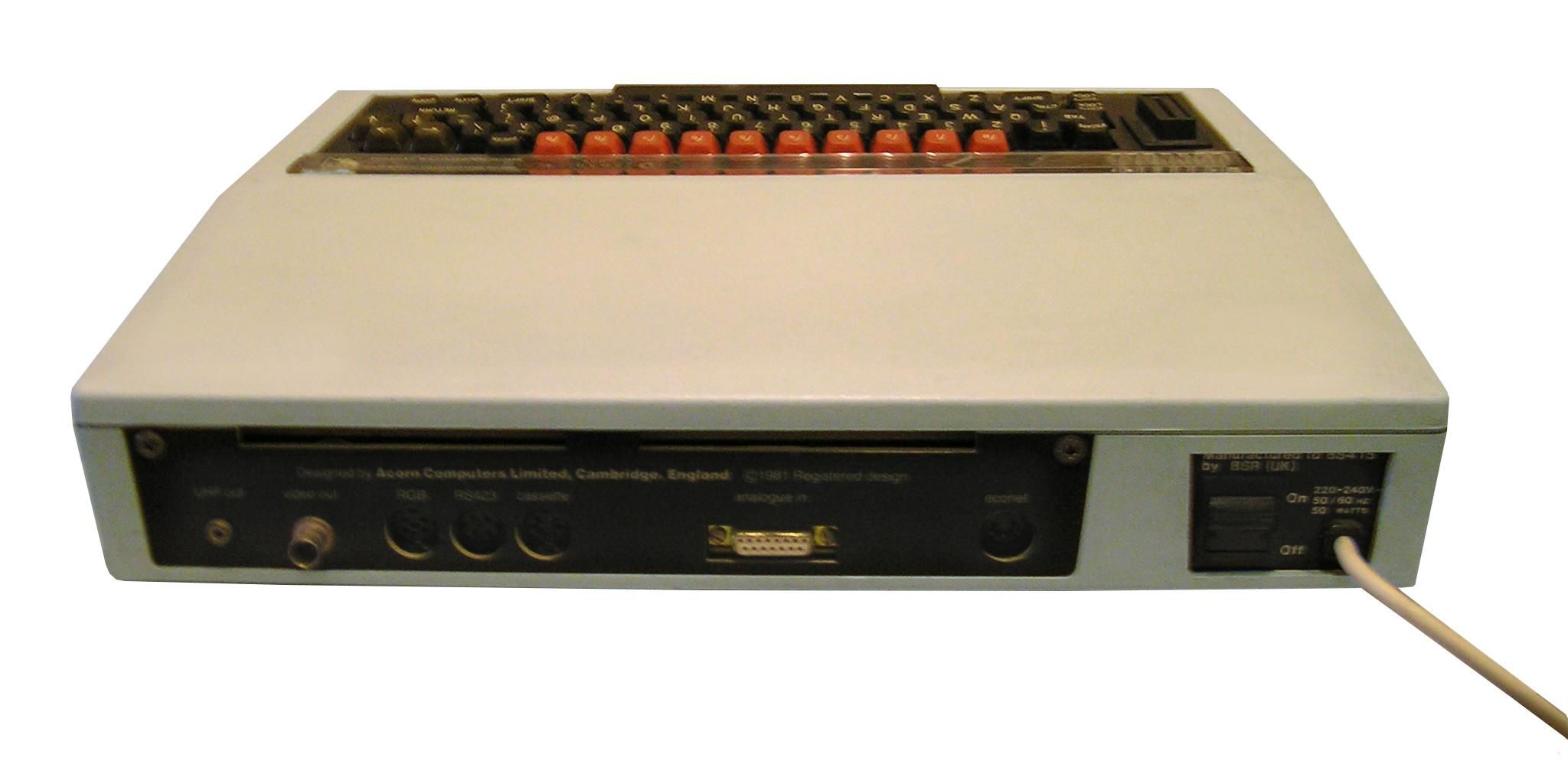
Задняя панель BBC Micro

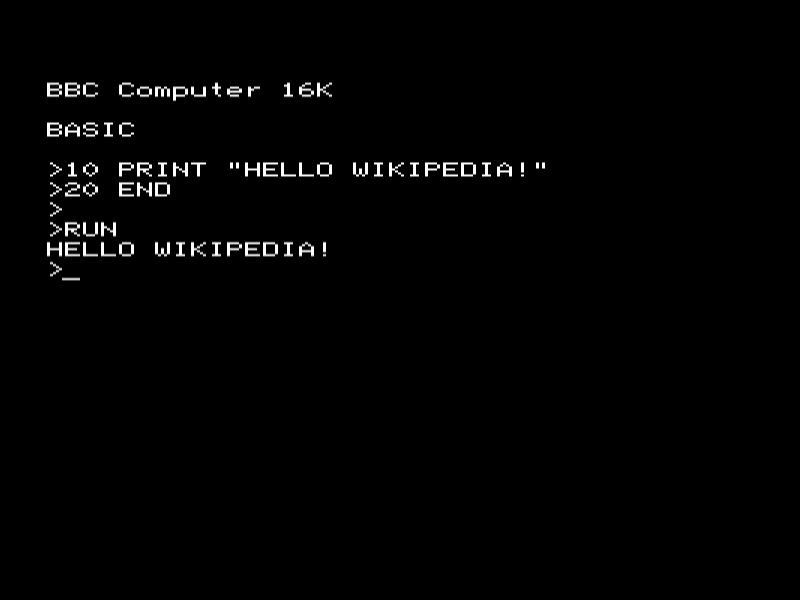
Снимок экрана BBC Micro Model A

BBC Micro — один из ранних домашних компьютеров. Был спроектирован и разработан компанией Acorn Computers для British Broadcasting Corporation (BBC).
В начале 1980-х BBC начала проект, который стал известен как BBC Computer Literacy Project. Этот проект был начат во многом в ответ на документальный фильм The Mighty Micro, в котором доктор Кристофер Эванс (англ. Christopher Evans) предсказал начинающуюся (микро-) компьютерную революцию и её влияние на экономику, индустрию и стиль жизни Великобритании.

## Появление
Для этого проекта BBC подыскивала микрокомпьютер, который мог бы стать основой проекта, и мог бы выполнять самые различные задачи, с тем чтобы демонстрировать эти возможности в серии передач The Computer Programme. Список возможностей включал программирование, компьютерную графику, звук и музыку, телетекст, управление внешним оборудованием, искусственный интеллект и другие.
BBC обсуждала проблему с сэром Клайвом Синклером, который пытался предложить проект Grundy NewBrain, но этот микрокомпьютер совершенно не подходил под описанные BBC спецификации и был отклонён.
Команда Acorn работала над обновлением своего микрокомпьютера Acorn Atom. Известный как Proton, этот новый компьютер обладал улучшенной графикой и быстрым 2-МГц процессором MOS Technology 6502. На то время машина находилась на стадии разработки. У команды Acorn, включавшей Стивена Фербера и Софи Уилсон, была одна неделя, чтобы собрать работоспособный прототип по эскизному проекту. Команда работала день и ночь для того, чтобы представить Proton для BBC. Помимо Sinclair Research и Acorn, в соревновании участвовали также Newbury Laboratories, Tangerine Computer Systems и Dragon Data. Acorn Proton не только была единственной машиной, подходящей под спецификации BBC; она даже превосходила их по некоторым параметрам. Это была чистая победа.
Ходят слухи, что сначала Proton был отвергнут по той причине, что он «не является корректным отражением современного компьютерного века». Acorn обошла это, представив Proton ещё раз, лишь перекрасив функциональные клавиши в оранжевый цвет. На этот раз кандидат был принят.

## Рыночный эффект
Компьютер был выпущен на рынок Великобритании под названием BBC Microcomputer в конце 1981 года; получил широкую популярность в этой стране; использовался в большинстве школ Великобритании для изучения компьютерной грамоты и информационных технологий. Попытки выхода с компьютером на американский рынок провалились, в основном из-за популярности там серии Apple II.
BBC Micro вышел в двух версиях: Model A и Model B; сначала цена на модели была 235 £ и 335 £, соответственно, но почти сразу она поднялась до 299 £ и 399 £. Acorn ожидала объёмов продаж в 12 тыс., но в конечном счёте было продано более 1,5 млн компьютеров.

## Технические характеристики
- Процессор: MOS Technology 6502A (в Model B — 6512A) на тактовой частоте 2 МГц
- Память: 32 КБ ПЗУ (в Model B — 48 КБ), 16 КБ ОЗУ (в Model B — 32 КБ, в Model B+ — 64 КБ)
- Полнофункциональная клавиатура, 74 клавиши, из них десять — функциональных
- Габариты — 409×358×78 мм, вес 3,7 кг
- Экран: 8 текстово-графических режимов — от 160 × 256 точек при 8 цветах, до 640 × 256 точек при двух цветах
  - Mode 0: графический режим 640 × 256 точек при двух цветах; текст — 80 * 32 символа.
  - Mode 1: графический режим 320 × 256 точек при четырёх цветах; текст — 40 * 32 символа.
  - Mode 2: графический режим 160 × 256 точек при шестнадцати цветах; текст — 16 * 32 символа.
  - Mode 3: текстово-графический режим 80 * 32 символов при двух цветах.
  - Mode 4-6: надо уточнить[уточнить].
  - Mode 7: текстовый режим 40 * 25 символов, телетекст.
- Звук: монофонический, три независимых звуковых канала с прямоугольной волновой формой плюс генератор шума, 16 программно-управляемых уровней громкости; используется звуковой генератор Texas Instruments SN76489

## Особенности
BBC Micro отличается от других популярных 8-битных моделей высокой скоростью процессора, графическими возможностями и версией встроенного Бейсика.
Процессор 6502 в этом ПК имеет вдвое большую частоту (2 МГц), чем у таких конкурентов, как Apple II и Commodore 64. Например, по результатам теста Calculator Benchmark (8 ферзей) на Бейсике BBC Micro опережает такие ПК, как Apple IIe, Commodore 64, MSX, ZX Spectrum в 2,5-3 и более раз. IBM PC/XT отстает от BBC Micro в 1,5 раза.
Среди видеорежимов BBC Micro нет многоцветных (максимум 8 цветов), но при этом имеется программируемая палитра и без ограничений на выбор цветов для любой точки (такого рода ограничения имеются у Apple II, MSX, ZX Spectrum). В отличие от большинства конкурентов, BBC Micro имеет режим высокого разрешения 640х256, что позволяет отображать детальную монохромную графику и многоколоночный текст. Кроме того, имеется текстовый 8-цветный режим 40х25 символов, требующий 1 Кб видеопамяти. На момент появления BBC Micro превосходил IBM PC с CGA-адаптером. Его видеоконтроллер не имел специальной поддержки игр, а предназначался для учебного и делового применения. Игры для ВВС Micro выпускались (например игра Elite впервые появилась на BBC Micro). Всего известно около 500 игр на ассемблере для этой платформы.
В отличие от многих конкурентов, BBC Micro имеет 3-канальный независимый звукосинтезатор.
Интерпретатор Бейсика (BBC BASIC) имеет возможности работы с процедурами (с локальными переменными), использования логических координат вместо физических при выводе на экран (то есть положение и размер графических элементов на экране не зависят от текущего разрешения), задания раздельных окон на экране для отображения текста и графики, включения ассемблерных вставок.
BBC Micro имеет объём ОЗУ в Model A 16 килобайт (например, на ZX Spectrum 1982 г. — 48 Кб), а в основной модификации Model B её было 32 Кб.
В 1985 г. был выпущен Model B+ с 64 Кб ОЗУ. В 1986 г. — BBC Master с 128 Кбайт ОЗУ.